# Фошан
Фошан (на традиционен китайски: 佛山, на опростен китайски: Fóshān, букв. „Планината Буда“) е град в провинция Гуандун (Кантон), Югоизточен Китай. Фошан е с население от 9,5 милиона жители (2020 г.) Площта му е 153,69 km². Пощенският му код е 528000, а телефонният – 757. Фошан е стар град, известен в миналото с развитото си производство на порцелан. В близките изминали години Фошан се е облагодетелствал от бума на китайската икономика. Днес е голям икономически център на страната, един от 17-те китайски градове с БВП над 1 трилион юана и е сред първите десет града на Китай по индекс на конкурентоспособността. Намира се в часова зона UTC+8. Средната температура е около 22 °C. Има 149 дъждовни дни през годината. Метрото на града отваря врати през 2010 г., което го прави 10-ия град в континентален Китай с метро.
Така също Фошан е третият по големина индустриален център в Гуандун (след Шънджън и Гуанджоу), голям изследователски, образователен и иновационен център, значителен център на китайската киноиндустрия и на производството на телевизионни сериали.
- Пешеходна улица в район Шунде
- Арка пред моста Tongji във Фошан